# 마리옐 공화국
마리옐 공식적으로 마리옐 공화국은 러시아의 공화국이다. 위치는 유럽 지역, 볼가강 북쪽 기슭에 위치하고 있으며 행정적으로는 볼가 연방관구의 일부다. 인구는 696,459명이다. (2010년 인구 조사). 요시카르올라는 수도이자 가장 큰 도시이다.
러시아의 민족 공화국 중 하나인 마리옐은 전통적으로 볼가강과 카마 강을 따라 살았던 핀우그르인국인 토착 마리인을 위해 설립되었다. 인구의 대부분은 러시아인 (52.5%)이며, 상당수의 마리인 소수 민족(40.1%)과 타타르인과 추바시인 소수 민족이 있다. 공용어는 러시아어와 마리어다. 마리옐은 서쪽으로 니즈니노브고로드주, 북쪽으로 키로프주, 동쪽으로 타타르스탄 공화국, 남쪽으로 추바시야 공화국과 접하고 있다.

## 지리
동유럽 평원에 위치해 있고, 볼가강에 면해 있다. 면적의 57%가 삼림으로 덮여 있다.
- 면적: 23,200 km2.
- 접한 지역:
  - 접한 곳: 니즈니노브고로드주 (남서부/서부/남부), 키로프주 (남부/남동부/동부), 타타르스탄 공화국 (남동부/남부), 추바시야 공화국 (남부)
- 최고점: 278 m

### 시간대
모스크바 시간 (MSK/MSD)에 놓여있다. UTC offset is +0300 (MSK)/+0400 (MSD).

### 강
476개의 강이 마리옐 공화국에 존재한다.
- 볼샤야콕샤가강
- 부이강
- 일레트강
- 이랍카강
- 쿤디시강
- 라시강
- 말라야콕샤가강
- 말리쿤디시강
- 넴다강
- 루트카강
- 우르줌카강
- 유시트강

### 호수
200개 이상의 호수가 존재하는데 거의 대부분이 면적 1 km2에, 깊이는 1-3 m의 호수가 전부이다. 많은 호수가 수영을 할 수 있다. 수영할 수 있는 면적이 10-70 km2~100 km2이다. 겨울(12월부터)에는 호수가 얼어버리는데 1-1.5 m(이상일 때 3 m) 정도 얼어버린다.
- 카라스 호수
- 키치예르 호수
- 얄치크 호수

### 기후
겨울은 온화하지만 여름에는 비가 내린다.
- 1월 기후: −13 °C
- 7월 기후: +19 °C
- 강수량: 450-500 mm

## 주민
마리인들이 거주하고 있다. 초원마리인(марий йылме)과 산악마리인(мары йӹлмы), 동부마리인으로 나뉘어 있다. 체체미스인이라고도 하며 핀우고르어파의 마리어를 쓴다. 마리어의 방언인 초지 마리어가 러시아어와 함께 공식언어로 지정되어 있다.
마리인의 48.3%가 마리엘 공화국에 거주하고 있다. 4.1%만이 러시아밖에 거주하고 있다.
러시아인이 47.5%를 차지하고, 마리인이 42.9%, 타타르인이 6.0%, 기타 3.6%(추바시인, 우드무르트인, 모르드바인, 우크라이나인 등)가 거주한다.
- 인구: 727,979명 (2002년)

| 민족              | 2002년의 인구 수 (*보관됨 2012-01-26 - 웨이백 머신) |
| ----------------- | --------------------------------------------------- |
| 러시아인 (47.5 %) | 345,5                                               |
| 마리인 (42.9 %)   | 312,2                                               |
| 타타르인 (6.0 %)  | 43,4                                                |
| 추바시인 (1.0 %)  | 7,4                                                 |
| 우크라이나인      | 5,1                                                 |
| 우드무르트인      | 2,2                                                 |
| 벨라루스인        | 1,4                                                 |
| 모르드바인        | 1,3                                                 |
| 아제르바이잔인    | 1,2                                                 |
| 아르메니아인      | 1,1                                                 |

| 연도                | 인구    | ±%     |
| ------------------- | ------- | ------ |
| 1939                | 398,014 | —      |
| 1959                | 647,680 | +62.7% |
| 1970                | 684,748 | +5.7%  |
| 1979                | 702,744 | +2.6%  |
| 1989                | 749,386 | +6.6%  |
| 2002                | 727,979 | −2.9%  |
| 2010                | 696,459 | −4.3%  |
| 2021                | 677,097 | −2.8%  |
| Source: Census data |         |        |

## 역사
마리인은 몽골의 지배를 받다가 1552년이 카잔 한국이 모스크바 차르국에 병합되면서 모스크바 차르국의 지배를 받게 되었다. 마리인들은 러시아 정교를 받아들였고, 1870년대 러시아 정교회의 권위에 저항하는 종교운동인 Kugu Sorta를 제외하면 비교적 러시아인에 저항적이지 않았다. 이 지역엔 1930년에 마리 자치주가 성립되었고 1936년 12월 5일에 자치공화국으로 승격되었다. 공화국은 1990년 10월 22일에 주권을 선언하였고 1991년 12월 14일 대통령 선거를 치렀다.

## 문화
8개의 박물관이 존재하고 있다.

## 교육
마리 기술대학교가 요시카르올라에 위치해 있다.

## 종교
거의 대부분이 러시아 정교회를 믿는다. 이슬람교도 약간은 존재한다. 전에는 토테미즘과 샤머니즘이 존재했다.